# Халед Аль-Муваллід
Халед Аль-Муваллід (араб. خالد مسعد; нар. 23 листопада 1971, Джидда) — саудівський футболіст, що грав на позиції півзахисника.
Виступав за клуби «Аль-Гіляль» і «Аль-Іттіхад», а також національну збірну Саудівської Аравії, у складі якої — дворазовий володар Кубка Азії з футболу та учасник двох чемпіонатів світу.

## Клубна кар'єра
У дорослому футболі дебютував 1986 року виступами за команду клубу «Аль-Гіляль», в якій провів чотирнадцять сезонів.
Завершив професійну ігрову кар'єру у клубі «Аль-Іттіхад», за команду якого виступав протягом 2000—2003 років.

## Виступи за збірні
1987 року залучався до складу молодіжної збірної Саудівської Аравії.
1988 року дебютував в офіційних матчах у складі національної збірної Саудівської Аравії. Того ж року поїхав у складі збірної на Кубок Азії 1988 до Катару, звідки саудівці повернулися у статусі чемпіонів Азії. Згодом був учасником ще двох континентальних першостей — 1992 року в Японії та 1996 року в ОАЕ, на яких здобув з партнерами по команді відповідно «срібло» та друге у своїй кар'єрі «золото».
Брав участь у двох чемпіонатах світу — 1994 року у США, де азійці неочікувано подолали груповий етап і грали на стадії плей-оф, а також 1998 року у Франції, де боротьбу було завершено вже на груповому етапі.
Також учасник трьох розіграшів Кубка конфедерацій — у 1992, 1995 та 1997 роках.
Загалом протягом кар'єри у національній команді, яка тривала 11 років, провів у формі головної команди країни 116 матчів, забивши 27 голів.

## Титули і досягнення
- Володар Кубка Азії з футболу: 1988, 1996
- Срібний призер Кубка Азії: 1992
- Переможець Кубка націй Перської затоки: 1994